# The Property Man
The Property Man este un film american de comedie din 1914 produs de  Mack Sennett și regizat de Charlie Chaplin. În alte roluri interpretează actorii Phyllis Allen, Alice Davenport și Charles Bennett.

## Distribuție
- Charles Chaplin - The Property Man
- Phyllis Allen - Lena Fat
- Alice Davenport - Actress
- Charles Bennett - George Ham, Lena's husband
- Mack Sennett - Man in audience
- Norma Nichols - Vaudeville artist
- Joe Bordeaux - Old actor
- Harry McCoy - Drunk in audience
- Lee Morris - Man in audience